# Терновое (Тамбовская область)
Терновое — село в Мичуринском районе Тамбовской области России. 
Входит в Остролучинский сельсовет. 

## География
Расположено по берегам реки Алешня, ниже села Остролучье.

## История
Первоначально называлось Терновая Поляна. Основано в 1636-37 годах группой боярских детей, которым козловские воеводы Иван Биркин и Михаил Спешнев отвели усадьбы и земельные участки. В писцовой книге 1651-1652 годов отмечено, что в селе имелась церковь.

## Население
| 1989 | 2002 | 2010 |
| ---- | ---- | ---- |
| 428  | ↗441 | ↗450 |

Согласно результатам переписи 2002 года, в национальной структуре населения русские составляли 97 % от жителей.